# Zamboanga FA
El Zamboanga Football Association es un club de fútbol de Filipinas, con sede en la ciudad de Zamboanga. Sus partidos de local se llevan a cabo en el estadio Enríquez Memorial Sports Complex.
- Datos: Q11705461